# Adelina Pastor
Adelina Pastor (ur. 5 maja 1993 w Zalău) – rumuńska lekkoatletka specjalizująca się w biegach sprinterskich. 
Międzynarodową karierę rozpoczęła w 2009 roku od startu na mistrzostwach świata juniorów młodszych, podczas których bez powodzenia startowała w biegu na 400 metrów oraz wraz z koleżankami z reprezentacji sięgnęła po brązowy medal w sztafecie szwedzkiej. W tym samym sezonie wystartowała jeszcze na olimpijskim festiwalu młodzieży (brąz w biegu na 400 metrów) oraz wygrała mistrzostwa krajów bałkańskich wśród juniorów oraz juniorów młodszych. W maju 2010 zajęła drugie miejsce w biegu na 400 metrów podczas eliminacji kontynentalnych do igrzysk olimpijskich młodzieży jednak nie wywalczyła awansu ponieważ bieg wygrała jej rodaczka Bianca Răzor, a regulamin igrzysk wykluczał start dwóch zawodników z jednego kraju w danej konkurencji. Na mistrzostwach świata juniorów w Moncton (2010) dotarła do półfinału biegu na 400 metrów. Podczas mistrzostw Europy juniorów w 2011 jako trzecia przekroczyła linię mety biegu na 400 metrów jednak została zdyskwalifikowana za przekroczenie toru w związku z czym brązowy medal przypadł Holenderce Madiea Ghafoor. W 2013 startowała na młodzieżowych mistrzostwach Europy, na których zdobyła srebro w sztafecie 4 × 400 metrów, a indywidualnie była piąta na dystansie 400 metrów. Podczas rozgrywanych w Amsterdamie (2016) mistrzostw Europy zawodniczka dotarła do półfinału biegu na 400 metrów.
Medalistka mistrzostw Rumunii oraz reprezentantka kraju w drużynowych mistrzostwach Europy. 
Rekordy życiowe w biegu na 400 metrów: stadion – 52,50 (24 maja 2013, Bukareszt); hala – 53,23 (27 lutego 2016, Stambuł).